# 古賀淳也 (ディレクター)
古賀 淳也（こが じゅんや、1977年 - ）は、フリーランスのディレクター。
愛媛県今治市生まれ。テレビ制作会社に勤め2002年から「筑紫哲也 NEWS23」などのTBSテレビのニュース番組や報道特別番組制作を担当した。その後フリーランスに転身。
TBS担当中の2008年9月に佐村河内を特集した「音を喪（な）くした作曲家」を「NEWS23」で放映。フリー後、NHKで情報番組などの制作を担当するようになる。2013年にNHKスペシャル「魂の旋律～音を失った作曲家～」を制作。同年10月29日、『魂の旋律－佐村河内守』をNHK出版から刊行した。

## 担当番組
- 『筑紫哲也 NEWS23』（TBS）
  - ドキュメンタリー番組「音を喪（な）くした作曲家～その闇と旋律～」2008年9月15日放送[5][6]など
- 『水曜ノンフィクション』（TBS）2008年10月15日 - 2009年3月18日放送
- 『月曜ゴールデン」』（TBS）「最後の赤紙配達人〜悲劇の召集令状64年目の真実〜」2009年8月10日放送[1]
- 『情報LIVE ただイマ!』（NHK総合）
  - 「知っていますか？“奇跡の作曲家”佐村河内守」2012年11月9日放送[7][8]
- 『NHKスペシャル』（NHK総合）「魂の旋律 〜音を失った作曲家〜」2013年3月31日放送
- 『あさイチ』（NHK総合）
  - 「“奇跡の作曲家”佐村河内守」2012年12月12日放送[9]
  - 「音を失った作曲家 佐村河内 守」2013年5月1日放送[10][8]
  - 　他、2013年12月27日[11]
- 『サンデーモーニング』（TBS）2024年4月7日 -

## 著書
- 『魂の旋律 佐村河内守』NHK出版、2013年10月29日。ISBN 978-4-14-081613-4。